# Кіножанр
У кіно немає єдиного загальноприйнятого набору жанрів (як, наприклад, у живописі), за яким можна було б точно класифікувати всі кінофільми. Крім того, більшість художніх кінофільмів можна сміливо віднести до більш ніж одного жанру. Тому говорити про нижчеподану систему жанрів художнього кіно можна лише з великою часткою умовності. Ця система скоріше була сформована самими глядачами на основі особистих вражень, чим кінознавцями в рамках наукових досліджень. Проте, ця система широко поширена й, у певній мірі, загальноприйнята.
- Екшн — головний герой звичайно зіштовхується зі злом у найочевиднішому його прояві: злочин, корупція, тероризм, убивство, конкуренти. Не знаходячи іншого виходу, головний герой вирішує вдатися до насильства. У результаті знищенню піддаються десятки, а іноді й сотні лиходіїв. «Хепі енд» (англ. happy end — щасливий кінець) — неодмінний атрибут екшену, зло повинне бути покаране.
  - Вестерн — у класичних фільмах цього жанру дія відбувається на дикому Заході Америки в XIX столітті. Конфлікт звичайно розгортається між бандою злочинців, представниками влади й мисливцями за нагородою (англ. bounty hunter). Як і у звичайному екшн-фільмі, конфлікт вирішується насильством зі стріляниною. Вестерни просочені атмосферою волі й незалежності, характерної для заходу Сполучених Штатів.
  - Гангстерський фільм — дія фільмів цього піджанру найчастіше відбувається в США в 1930-і роки — під час розквіту гангстерських угруповань. «Розбирання» між гангстерами і є основою сюжету таких фільмів.
  - Кіно бойових мистецтв — фільми цього піджанру сюжетно мало відрізняються від звичайних фільмів жанру екшн. Але в протистоянні персонажів карате-фільмів ставка робиться не на застосування вогнепальної зброї, а на рукопашні сутички із застосуванням прийомів східних бойових мистецтв, наприклад, карате.
  - Гірський фільм — звеличує красу природи та розкриває драматизм зусиль альпіністів підкорювачів вершин.
- Пригодницький фільм — на відміну від екшену, у пригодницьких фільмах акцент зміщений із грубого насильства на кмітливість персонажів, уміння перехитрити, обдурити лиходія. У пригодницьких фільмах герой повинен оригінально виплутатися зі складних ситуацій. «Хепі енд» також дуже ймовірний.
- Детективний фільм — жанр, здобутки якого незмінно містять ілюстрації злочинних діянь. З цих діянь випливають розслідування й пошук та обвинувачення винних. Впродовж картини у глядача, як правило, виникає бажання провести власне розслідування й висунути власну версію злочину.
- Фільм-драма — специфіку жанру становлять сюжетність, конфліктність дії, достаток діалогів і монологів. Драми зображують в основному приватне життя людини і його гострий конфлікт із суспільством. При цьому акцент часто робиться на загальнолюдських протиріччях, втілених у поведінці і вчинках конкретних героїв фільму.
  - Трагедія — напевно театральну трагедію не слід розглядати як окремий випадок драми, але в кінематографі це в принципі вірно. Основу трагедії також становить зіткнення особистості зі світом, суспільством, долею, вираження в боротьбі сильних характерів і страстей. Але, на відміну від звичайної драми, трагічна колізія звичайно завершується загибеллю головного героя.
  - Камершпіле — різновид драми, що склався у німецькому театрі, мистецтві й кіно на початку 1920-х, характерними ознаками якого є психологізм на межі з натуралізмом, намагання розкрити внутрішню сутність зазвичай нечисленних персонажів — представників середнього бюргерства і чиновництва, соціальний песимізм.
- Історичний фільм — фільми цього жанру реконструюють історичні події, що реально відбувалися.
  - Військовий фільм — назва говорить саме за себе, це фільми про війну.
- Кінокомедія — до цього жанру відносяться фільми, які ставлять за мету розсмішити глядача, викликати посмішку, поліпшити настрій.
  - Комедія станів (ситуацій) — це класичний вид комедії, заснований на тому, що герої фільму потрапляють у курйозні, смішні становища. Найчастіше сценарій пишуть саме у такому піджанрі. Такі фільми часто зрозумілі людям різних поколінь.
  - Комедія характерів — це класичний вид комедії, заснований на тому, що комічне фільму базується на смішних особливостях персонажа (англ. character — «персонаж», звідси й назва піджанру), Такі фільми, як правило, «живуть» лише у своїй епосі, і часто незрозумілі людям інших поколінь.
  - Чорна комедія — комедія, побудована на використанні «чорного» гумору. «Чорні» комедії за предмет своєї забави мають відкидання моральних цінностей, що викликають похмуру посмішку[1].
  - Пародія — вид комедії, що базується на пародіюванні чого-небудь (наприклад, на пародіюванні інших фільмів).
  - Фарс — комедія легкого змісту із чисто зовнішніми комічними прийомами.
- Мелодрама — добутки цього жанру розкривають духовний і почуттєвий світ героїв в особливо яскравих емоційних ситуаціях, часто на основі контрастів: добро і зло, любов і ненависть тощо.
  - Романтичний фільм — у таких фільмах найчастіше описується гарна й глибока любов, що не розуміють навколишні і якій перешкоджають складні обставини.
- Сімейний фільм — дитячі фільми й фільми, призначені для перегляду всією родиною. Фільми цього жанру найчастіше позбавлені насильства, мають безліч елементів мелодрами й комедії з немудрим гумором.
- Музичний фільм — мюзикл або оперета, перенесена з театральних підмостків на кіноекран. Багато пісень, танців, гарні костюми й декорації. Обов'язково присутні елементи мелодрами й часто «хепі енд». Насильство якщо і є, то в самій необразливій формі.
- Еротичний фільм — цей жанр має стабільний успіх. Фільми цього жанру спрямовані на те, щоб викликати в глядача сексуальне збудження й еротичні фантазії. Неповнолітні на сеанси не допускаються.
  - Порнофільм — порнографія у кіно. Жорсткіший і відвертіший варіант еротичного фільму. У багатьох країнах публічна демонстрація таких фільмів заборонена, дозволений тільки показ у закритих клубах і поширення на відео.
- Трилер (від англ. thrill — трепет) — так називають фільми, що прагнуть створити у глядача відчуття напруженого переживання, хвилювання. Жанр не має чітких меж. Часто до трилерів відносять детективно-пригодницькі фільми, акцент у які зміщений на підготовку до якогось унікального злочину. До трилерів також часто відносять фільми жахів.
  - Містичний трилер — фільм на грані трилера й фільму жахів. Сюжет побудований на зіткненні героїв з яким-небудь незрозумілим, містичним явищем. Часто мова йде про окультизм, чаклунство, пришесті антихриста й т.п..
  - Катастрофа — фільм, герої якого потрапили в катастрофу і намагаються врятуватися. Мова може йти як про природну катастрофу (смерч, землетрус, виверження вулкану тощо) або техногенную катастрофу (катастрофа літака, наприклад).
- Фільм жахів — до цього жанру відносять фільми, які покликані налякати глядача, вселити почуття тривоги й страху, створити напружену атмосферу жаху або болісного очікування чого-небудь жахливого (саспенс). Сюжет фільмів жахів часто побудований на появі серійного вбивці в якому-небудь спокійному, що не викликає страх, місці. Ще одна улюблена тема — поява в мирній обстановці кровожерливого монстра (генетичного мутанта, інопланетянина, зомбі й т.п.). У фільмах часто присутні шокуючі кадри знівечених людських тіл.
- Фантастичний фільм — жанр кінематографа, головною ідейно-естетичною установкою якого є диктат уяви над реальністю. Дія фільмів цього жанру відбувається в майбутньому, минулому або в «паралельному світі». Події фільму найчастіше навмисно протиставляються повсякденній дійсності й звичним поданням про правдоподібність.
  - Фентезі — піджанр, заснований на особливому «казковому» художньому світі. Цей світ нагадує середньовіччя, але населений міфічними істотами, наповнений магією і чаклунством, і має власну розвинену міфологію.
  - Фантасмагорія — фільм про щось зовсім нереальне, зображує вигадливі бачення, маревні фантазії. Цей жанр трохи перегукується з абстракціонізмом у живописі.
  - Військово наукова фантастика — сюжет фільмів цього жанру розгортається в далекому майбутньому, у космосі або на космічних станціях та пов'язаний з різноманітними військовими конфліктами.
  - Кіберпанк — піджанр, що фокусується на комп'ютерах, високих технологіях і проблемах, що виникають в суспільстві у зв'язку з неправильним застосуванням надбань прогресу. Основою сюжету часто є боротьба хакерів з могутніми транснаціональними корпораціями.